# Резня в Сумайиле

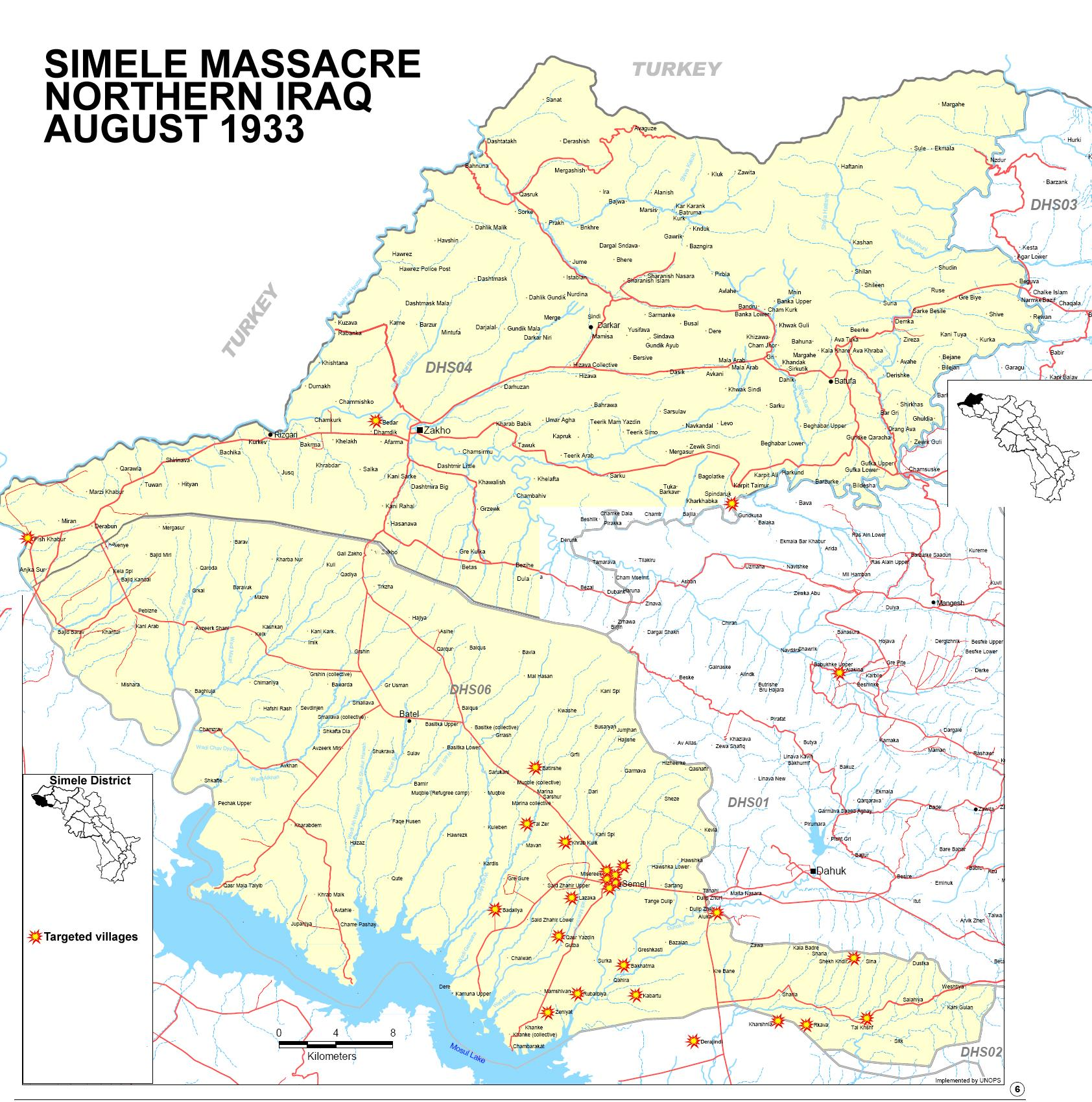
Деревни в Северном Ираке, в которых произошла резня в 1933 году

Массовое убийство в иракском городе Сумайиль (по-ассирийски: ܦܪܡܬܐ ܕܣܡܠܐ Premta d-Simele, араб. مذبحة سميل‎) в 1933 году было одним из многих массовых убийств в Ираке. В провинции Дахук было убито 3000 ассирийцев-христиан.

## Резня
Резня в городе Сумайиль была первой из многих, совершённых иракским правительством в Дахуке.

Многим ассирийцам было отказано в предоставлении убежища в Сирии, поэтому в начале августа 1933 года более 1000 из них пересекли границу, чтобы возвратиться в родные деревни в Северном Ираке.

Вооружённые действия иракского правительства велись до 16 августа. Сообщения о набегах на ассирийцев продолжали поступать до конца месяца.

## Последствия
Седьмое августа, написанное на сирийском языке — символ многих ассирийских организаций. Ассирийцы официально стали именовать день 7 августа Днём Мучеников или Днём траура.

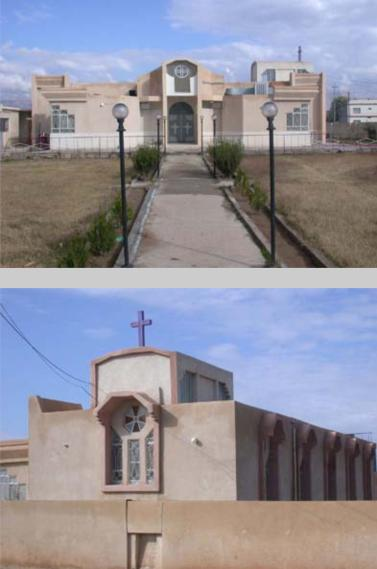
Church Of Martyrs — храм в Симеле, названный в память о резне 1933 года